# Faut pas rêver (série télévisée d'animation)
Ne doit pas être confondu avec Faut pas rêver.
 (avril 2013).
Faut pas rêver (Fugget About It) est une série télévisée d'animation pour adultes canadienne en 46 épisodes de 22 minutes créée par Nicholas Tabarrok et Willem Wennekers et diffusée entre le 7 septembre 2012 et le 1er avril 2016 sur Teletoon dans les blocs de programmation Teletoon at night puis Adult Swim pour la troisième saison, et en français à partir du 13 septembre 2012 sur Télétoon dans le bloc de programmation Télétoon la nuit.

## Synopsis
La série suit l'histoire de Jimmy Falcone qui était un capo d'une des plus puissantes familles de la mafia de New York jusqu'au jour où son oncle Cheech en racontait un peu trop sur les activités de la mafia. Donc le parrain Don Gambini mît un contrat d'assassinat sur sa tête. Voulant sauver son oncle, Jimmy va rencontrer le parrain pour lui demander d'annuler le contrat. Puisque le parrain ne veut pas annuler le contrat sur la tête de Cheech, Jimmy lance le parrain du 19e étage d'un gratte-ciel. Maintenant la cible de ses anciens confrères, Jimmy rentre dans le programme de la protection des témoins. Après être devenu délateur, Jimmy et sa famille sont envoyés à Regina, dans la province de la Saskatchewan, au Canada. Jimmy n'arrive d'ailleurs pas à prononcer le nom de sa nouvelle ville, disant toujours: « Vagina ». La famille Falcone, connue des habitants de Regina sous le nom de «MacDougall», devra s'accommoder de ce nouveau mode de vie.

## Personnages

### Personnages principaux
- Jimmy Falcone (MacDougall) : Personnage principal, Jimmy est placé dans le programme de protection des témoins après avoir lancé le parrain du 19e étage d'un gratte-ciel de New York. C'est un homme agressif, impulsif et vulgaire qui perd souvent le contrôle sur ses instincts de tueur qu'il a acquis alors qu'il évoluait encore comme bras droit du Parrain de la Mafia. Il travaille pour le tourisme de la Saskatchewan, même s'il déteste son travail et qu'il n'a aucun diplôme secondaire au moment où il a été engagé. N'étant pas capable de prononcer le nom de la ville correctement, on l'entend souvent dire « Vagina » à la place de Regina. Néanmoins, il peut être un homme de grand cœur et juste, ainsi qu'un bon père de famille. Mais quelquefois, son manque d'actions dû à son ancienne vie lui inculque de faire des choses pas très honnêtes du point de McCool. Il passe son temps à fumer des cigares et à boire de l'alcool. Il aime néanmoins le golf.

- Cookie Falcone (MacDougall) : Ancienne danseuse nue, c'est la femme de Jimmy Falcone. Cookie est une femme au caractère bien trempé, pouvant se montrer agressive. Elle maudit souvent les gaffes de son mari et n'hésite pas à le traiter d'idiot. Son plus grand rêve est de revoir sa sœur qu'elle n'a pas revue depuis leur arrivée à Regina. Très croyante, elle se confie à une statue de la Vierge Marie, mais elle imagine une Marie avec peu de vertu. Elle est une grande fan du groupe rock " Snake Hammer" et elle chante très mal leurs chansons. Cookie peut se montrer compétitive pour concurrencer notamment Anabelle.

- Oncle Cheech Falcone (MacDougall) : Il est l'oncle de Jimmy. Il était un des plus grands mafieux de la ville de New York, mais il a été la cible d'un contrat d'assassinat. La raison est qu'il parle trop et de ce fait, il a dévoilé par accident des secrets de la mafia . Cheech dépeint comme étant peu intelligent, voire totalement stupide. Il boit énormément d'alcool, notamment le whisky. Il aime aussi les femmes et les jeux d'argents.
- Théresa Maria Falcone (MacDougall) : Elle est la fille aînée, âgée de 17 ans, de Jimmy et de Cookie. Très préoccupée par son corps, elle est anorexique et utilise son corps et ses vêtements sexy pour attirer le regard des garçons. Cependant, son père l'empêche d'avoir un petit ami, car il déteste voir les garçons tourner autour de sa fille. Malgré sa beauté, Théresa ne semble pas dotée d'une très grande intelligence mais elle a un grand talent d'actrice et aime se montrer sur le devant de la scène.
- Pete Falcone (MacDougall) : Le seul fils de Jimmy et de Cookie, âgée de 14 ans, Pete est certainement le membre de la famille le plus normal. Moins mafieux que les autres, Pete est un garçon très intelligent et réfléchi. Toutefois, sa famille le prend peu au sérieux et il semble n'avoir aucun ami. Il a souvent honte de son père, qu'il juge totalement à côté de la réalité. Cependant, il lui arrive d'aider souvent le reste de sa famille a résoudre des problèmes compliqués. Il est aussi écologiste.
- Gina Falcone (MacDougall) : Fille cadette de Jimmy et Cookie, âgée de 7 ans. Gina est l'enfant qui reflète le plus la personnalité de Jimmy. Rusée, dépourvue de remords et très intelligente, elle rend son père fier d'elle. Gina a le comportement d'un mafieux, elle adore voler de l'argent et faire mal aux autres, même au point de racketter les autres enfants de son école. Elle admire le passé de mafieux de son père, mais éprouve un grand mépris envers les idées à l'encontre de la philosophie de la mafia. Elle n'a aucune gêne de traiter l'oncle Cheech de « retardé ». Elle utilise souvent son jeune âge et son air innocent de fillette pour manipuler diverses personnes. Même si elle a pas d'amis, elle tombe amoureuse de Carmine Gambini, le fils du parrain de Jimmy à tué.
- L'agent spécial Strait McCool : Agent spécial de la GRC, Strait McCool est l'agent qui supervise les Falcone pour qu'ils s'adaptent adéquatement au Canada. Il a pour compagnon Cheval (sa monture) qui est capable de courir à la vitesse d'une fusée. McCool est un homme qui est fier d'être canadien et n'hésite pas à expliquer les mœurs du pays à la famille Falcone, même si cette dernière les considère totalement idiotes. C'est un homme très fier au corps d'athlète. Très compétiteur, il veut être le meilleur partout. Il avoue qu'il a honte de son passé de junkie et il a un problème avec les jeux d'argents. Il ne porte jamais de sous-vêtements.
- Personnages secondaires--
- Richard Wipet : C'est un milliardaire excentrique et scientifique. Il fabrique des inventions, il est amateur d'art et il est fasciné par l'histoire juridique de Jimmy envers la mafia new-yorkaise. Pietro est complètement fan de ce dernier au grand dam de Jimmy
- Carmine Gambini: C'est le fils de Don Gambini, le Grand Parrain de la mafia new-yorkaise, que Jimmy Falcone a tué. Il rencontre Gina dans la saison 3, épisode 3. Il cherche à venger son père et décide de tuer l'oncle Cheech.
- le maire de la Saskatchewan: cet homme est le maire de la ville de Régina. Il est corrompu et ne prend pas au sérieux son job de Maire. C'est un bon ami de Jimmy et le patron de McCool. Il a des origines irlandaises.
- Toby: c'est le patron du bureau de l'office de tourisme de la ville, là où Jimmy travaille. Il reste toujours souriant et optimiste, perdant le contrôle de lui-même très rarement dans la série. Cependant, quand il déprime (comme lorsque Pete obtient le travail que Toby souhaite), il montre une facette d'alcoolique vulgaire avec les cheveux plus longs et le corps tatoué.

- Choua Choua : C'est un ami de Jimmy et Cheech qui a des origines françaises. Son prénom n'est pas cité dans la série donc tout le monde l'appelle Choua Choua car il dit ces mots dans ses phrases, pour exprimer sa déprime ou son excitation.

- Agnès : C'est une collègue de Jimmy et Toby qui travaille aussi au bureau de l'office de tourisme. C'est une vieille dame qui a constamment un casque audio sur elle et semble peu bavarde.

- Anabelle Welsminster : c'est la rivale voire ennemie de Cookie. Très arrogante et fière de sa famille, elle traite les autres personnes différemment. Elle appelle Cookie "Twinkie" dont celle-ci en revanche l'appelle "Nanabelle".
- Le cousin Sammy: il n'est apparu que dans un épisode. C'est le cousin de Jimmy et l'ex de Cookie. Il mourra à la fin de l'épisode en prenant une balle destinée à Jimmy.
- Jetsie: c'est le meilleur ami de Petey. Ne parlant très peu, il aime aussi les jeux de rôle comme Pete et il est secrètement amoureux de Thérèsa. D'après cette dernière, Jetsie a un très bel accent irlandais, sous entendant que celui-ci est irlandais.
- Des célébrités qui ont fait une apparition :
- Élisabeth II, la reine d'Angleterre

Invitée par hasard chez les Falcone, elle fait la fête et s'amuse avec la famille toute une soirée. Le lendemain, elle abdique de son trône. À la fin de l'épisode, elle revient sur sa décision, remerciant les Falcone pour l'avoir aidé.
- Fidel Castro.
- Al Capone.

Le vrai "Al Capone" s'est fait cryogéniser au sous-sol d'un musée. Gina, Jimmy et Cheech le retrouvent et le décongèlent.

## Doublage
- Stéphane Rivard : Jimmy Falcone (McDougall)
- Josée Deschênes : Cookie Falcone (McDougall)
- Denys Paris : Oncle Cheech
- Frédéric Paquet : Agent Straight McCool
- Ève Gadouas (ép 1 et 11) puis Véronique Marchand : Gina Falcone/McDougall
- Kevin Houle : Pete Falcone/McDougall
- Eloisa Cervantes : Theresa Maria Falcone/McDougall
- Maxime Desjardins : Tobby
- Nicholas Savard L'Herbier : Shwa Shwa

 Source et légende : version québécoise (VQ) sur Doublage.qc.ca

## Épisodes

### Première saison (2012)
1. Les lois contre les crimes haineux, c’est pour les pissous
2. Monté comme un cheval
3. Va donc péter, M. Parfait
4. L'homme sans cul
5. Le cousin Sammy meurt à la fin
6. Dehors, Jimmy
7. Cheech et Jimmy en fument du bon
8. Al Capone porte des culottes de femme
9. Pete rencontre Dieu
10. L'oracle de Vagina
11. Le maudit vicieux
12. Sexe sur glace
13. Des chasseurs avec des pistolets

### Deuxième saison (2013)
1. Les Mcfrugaux
2. Mennonites
3. Trop cool pour les cours du soir
4. Père poule
5. Royalement vôtre
6. Goûte à mon haggis
7. Combat à mains nues
8. L'américain trompeur
9. Servir et protéger
10. Pizza avec extra Cheech
11. L'harmonie des corps
12. Produit essentiel
13. Foutus voisins

### Troisième saison (2015-2016)
1. Il faut tuer Castro
2. Prostitution et pizza
3. Échange de bons procédés
4. La vie est un jeu de rôle
5. Oiseau de malheur
6. Casino Loyal
7. Vagina a du talent
8. New York à cheval
9. Cookie Last Call
10. Un gendarme royalement indécent
11. La coupe Grey, kessé ça?
12. Sasquatchewan
13. On Nonna rien à foutre
14. Olé olé oléoduc
15. Un bon Jack
16. Tel père, tel flic
17. L'été, c’est fait pour jouer
18. Une femme et ses totons
19. Apocalypso
20. Vengeance en léotard